# Vito Taccone
Vito Taccone (Avezzano, 6 maggio 1940 – Avezzano, 15 ottobre 2007) è stato un ciclista su strada italiano. 
Professionista dal 1961 al 1970, vinse otto tappe al Giro d'Italia, un Giro di Lombardia e altre classiche italiane. Partecipò a diverse edizioni dei campionati del mondo e dei campionati italiani di ciclismo su strada. Era soprannominato "camoscio d'Abruzzo" non solo per le sue qualità di scalatore, ma anche per il suo temperamento.

## Carriera

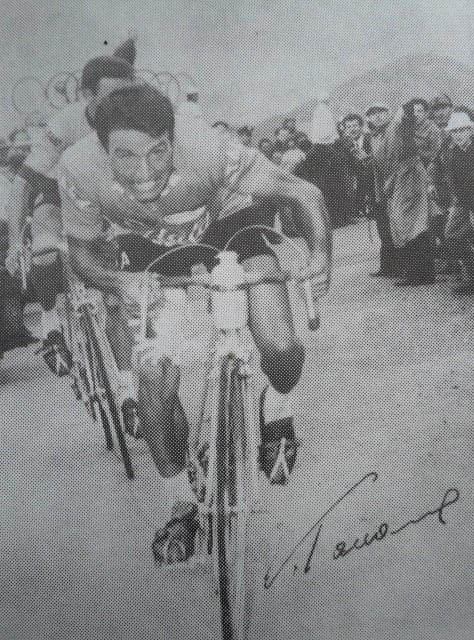
Foto autografata di Vito Taccone

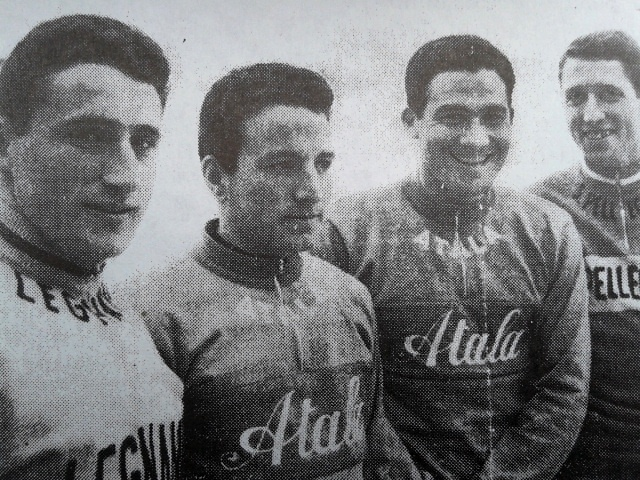
Taccone con i ciclisti avezzanesi Sandro Cervellini, Giovanni Cordovani e Vincenzo Meco

Esordì fra i professionisti nel 1961 (primo direttore sportivo Alfredo Sivocci) e raccolse nella sua carriera importanti risultati agonistici. Al primo anno da pro vinse il Giro di Lombardia, che percorreva quell'anno il muro di Sormano, mentre nel 1962 giunse quarto nella classifica generale del Giro d'Italia, miglior risultato della sua carriera. Nel 1963 fu nuovamente protagonista della "corsa rosa", vincendo complessivamente, appena ventitreenne, ben cinque tappe, di cui quattro consecutive. Nel 1961 e nel 1963, sempre al Giro d'Italia, fece sua la maglia verde del Gran Premio della Montagna.
Per il suo carattere impulsivo fu spesso al centro di polemiche con altri ciclisti. Durante il Tour de France 1964 fu accusato di aver causato diverse cadute negli arrivi in volata per i suoi scatti scomposti; la tensione con gli altri atleti culminò in una scazzottata con il collega spagnolo Fernando Manzaneque, con annesso commento: «Chi mi accusa? Devi essere tu, Fernando Manzaneque, con quei connotati da delatore che ti ritrovi». Dopo quell'episodio Taccone rifiutò di prendere parte alle successive edizioni della Grande Boucle.
Nel 1965 si aggiudicò la prestigiosa Milano-Torino; l'anno dopo, vincendo la prima tappa del Giro d'Italia 1966, indossò la prima maglia rosa di quel Giro, che mantenne però per un solo giorno. Negli stessi anni partecipava regolarmente come commentatore ne Il processo alla tappa di Sergio Zavoli: di quella trasmissione televisiva divenne uno dei personaggi più amati. Nel 1968 fu quindi quinto nel campionato mondiale di Imola vinto dall'altro azzurro Vittorio Adorni.
Lasciata l'attività agonistica al termine della stagione 1970, intraprese varie attività, tra cui quelle di presidente della società di hockey su prato, Avezzano Hockey, e di imprenditore di liquori, produsse già a cominciare dal 1966 l'Amaro Taccone, rimanendo un personaggio molto popolare nella sua regione d'origine. Fu per due volte candidato alle elezioni locali della provincia dell'Aquila e del comune di Avezzano per il Partito Repubblicano e con liste civiche. Poi, nel giugno 2007, quando era titolare di un'azienda di abbigliamento sportivo, fu arrestato con altre undici persone in seguito ad un'inchiesta condotta dalla Guardia di Finanza, con l'accusa di associazione a delinquere finalizzata al commercio di capi di abbigliamento con marchi contraffatti o provenienti da furti. Taccone si era sempre proclamato innocente chiedendo (anche con iniziative clamorose come incatenarsi davanti al tribunale di Avezzano) un processo in tempi brevi.
Morì per un infarto nella sua casa di Avezzano il 15 ottobre 2007, all'età di 67 anni. Secondo il figlio Cristiano, il deteriorarsi delle sue condizioni di salute fu accentuato dallo stress subito in conseguenza delle vicende giudiziarie.

## Palmarès
- 1960 (dilettanti)

Targa Crocifisso
- 1961 (Atala, cinque vittorie)

10ª tappa Giro d'Italia (Bari > Potenza)
1ª tappa, 2ª semitappa, Tre Giorni del Sud (Capracotta > Isernia)
3ª tappa Tre Giorni del Sud (Matese > Matese, cronometro), ex aequo con Giuseppe Fallarini
Classifica generale Tre Giorni del Sud
Giro di Lombardia
- 1962 (Atala, una vittoria)

Giro del Piemonte
- 1963 (Lygie, otto vittorie)

2ª tappa, 1ª semitappa Giro di Sardegna (Olbia > Tempio Pausania)
2ª tappa, 2ª semitappa Giro di Sardegna (Tempio Pausania > Alghero)
10ª tappa Giro d'Italia (La Spezia > Asti)
11ª tappa Giro d'Italia (Asti > Oropa)
12ª tappa Giro d'Italia (Biella > Leukerbad)
13ª tappa Giro d'Italia (Sierre > Saint-Vincent)
19ª tappa Giro d'Italia (Belluno > Moena)
Giro di Toscana
- 1964 (Salvarani, tre vittorie)

Giro di Campania
1ª tappa Tour de Romandie (Ginevra > Ovronnaz)
4ª tappa Giro d'Italia (San Pellegrino Terme > Parma)
- 1965 (Salvarani, una vittoria)

Milano-Torino
- 1966 (Vittadello, tre vittorie)

1ª tappa Giro d'Italia (Montecarlo > Diano Marina)
Trofeo Matteotti
6ª tappa Tour de Suisse (Zugo > Rorschach)

### Altri successi
- 1961 (Atala)

Classifica scalatori Giro d'Italia
- 1963 (Lygie)

Classifica scalatori Giro d'Italia
- 1967 (Germanvox-Wega)

Criterium degli Assi (Chieti)

## Piazzamenti

### Grandi Giri
- Giro d'Italia

1961: 15º
1962: 4º
1963: 6º
1964: ritirato
1965: 6º
1966: 9º
1967: ritirato
1968: 15º
1969: 13º
1970: 15º
- Tour de France

1964: ritirato (13ª tappa)

### Classiche monumento
- Milano-Sanremo

1962: 58º
1963: 71º
1964: 67º
1965: 22º
1966: 17º
1967: 14º
1970: 148º
- Giro delle Fiandre

1964: 13º
- Giro di Lombardia

1961: vincitore
1962: 5º
1963: 22º

### Competizioni mondiali
- Campionati del mondo

Ronse 1963 - In linea: 33º
Sallanches 1964 - In linea: ritirato
Nürburgring 1966 - In linea: ritirato
Imola 1968 - In linea: 5º
Zolder 1969 - In linea: 37º

## Riconoscimenti

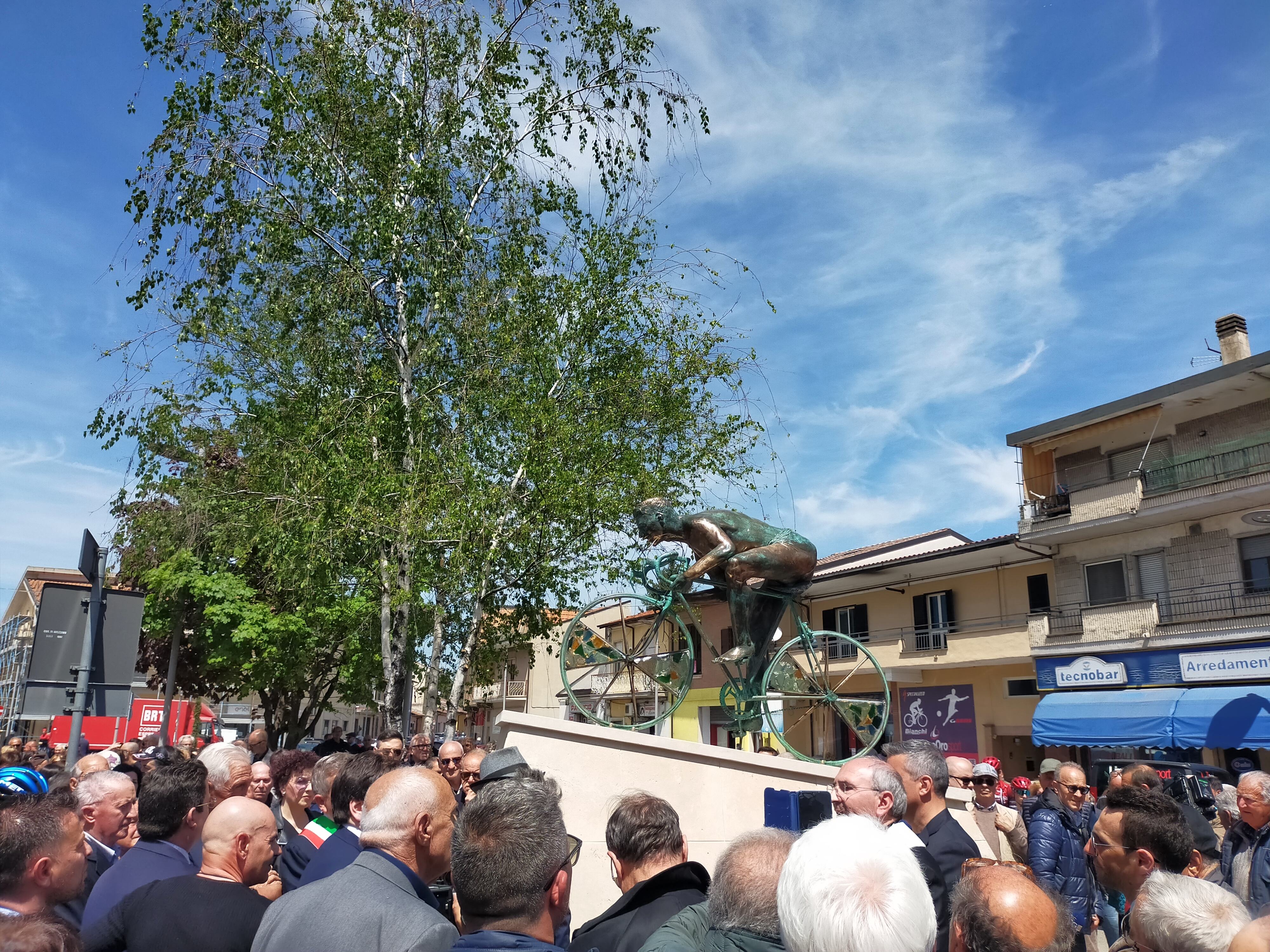
Inaugurazione della statua in piazza Cavour ad Avezzano

Il 18 ottobre 2012 il comune di Avezzano ha dedicato a Vito Taccone una statua in bronzo posta sul valico del monte Salviano. Il monumento, opera dell'artista Bruno Morelli, fu inaugurato alla presenza dei giornalisti Sergio Zavoli, Giorgio Martino e Sergio Neri. La statua venne rubata la notte del 26 giugno 2014. L'opera fu ritrovata gravemente danneggiata pochi giorni dopo. Il 5 maggio 2023 la statua, restaurata da Bruno ed Eleonora Morelli, è stata ricollocata su una base in marmo in piazza Cavour, nel quartiere avezzanese dove l'atleta nacque. Alla cerimonia hanno partecipato Francesco Moser, Luigi Sgarbozza e Davide Cassani.
Nella città abruzzese il velodromo e la sala stampa dello stadio dei Marsi sono intitolati al ciclista.
La bicicletta con la quale vinse il giro di Lombardia 1961 è esposta al museo del ciclismo presso il santuario della Madonna del Ghisallo a Magreglio (CO).
In occasione della tappa Avezzano-Napoli del Giro d'Italia 2024 i ciclisti, partecipanti alla corsa rosa, hanno omaggiato il "camoscio d'Abruzzo" percorrendo la strada di piazza Cavour, in pedalata lenta sotto la statua bronzea a lui dedicata.